# Chleuh
Chleuh (albo Shleuh albo Shluh: 'ch' jest francuskim odpowiednikiem angielskiego 'sh') są berberyjską grupą etniczną. Żyją głównie w górach Maroka. Szacuje się, że populacja Chleuh to 10.000.000 ludzi. Używają języka tashelhiyt w kilku regionalnych odmianach. Zostali oni "odkryci" przez wczesnych fenickich podróżników. Opisali oni lud Chleuh jako spokojnych tubylców, handlarzy.
Chleuh mają powiązania z berberyjską muzyką Maroka i tańca.